# Liste von Fußballvereinen, die nach Personen benannt sind
Diese Liste führt Fußballvereine, die nach realen Personen benannt sind, auf.

## Kriterien
Für die Auflistung des Fußballvereins müssen folgende Kriterien erfüllt sein:
- Der Verein muss bewusst und absichtlich nach einer realen Person benannt worden sein, im Gegensatz zu einer späteren Zuschreibung bei Namensgleichheit o. ä.
- Als Namensgeber diente eine reale Person, also keine fiktiven Figuren oder Personen. Es ist dabei nicht erforderlich, dass die Person einen Verbindung oder sonstigen Bezug zum Verein hatte.
- Die Namensform im Vereinsnamen muss Vorname, Nachname, den gesamten Namen oder Spitznamen enthalten.
- Der personenbezogene Name eines Vereins muss in der Spalte „Geschichte“ erklärt werden. Dadurch können auch Vereine, die ihren Namen geändert haben, in der Liste aufgeführt werden.

Folgende Kriterien schließen die Aufnahme in die Liste aus:
- Fußballvereine, die ihren Namen von einem Unternehmen (beispielsweise FC Carl Zeiss Jena) haben und dieser gleichzeitig der Name des Gründers ist, werden nicht in die Liste aufgenommen.
- Städte als Namensbestandteile eines Vereins werden in dieser Liste nicht aufgenommen, auch wenn die jeweilige Stadt nach einer Person benannt ist.

## Vereine nach echten Personen
| Verein                                              | Land                         | Person                                           | bekannt als                        | Geschichte |
| --------------------------------------------------- | ---------------------------- | ------------------------------------------------ | ---------------------------------- | --- |
| Sampdoria Genua                                     | Italien                      | Andrea Doria                                     | Admiral/Fürst                      | Gegründet wurde die Unione Calcio Sampdoria am 12. August 1946. Der Verein entstand durch die Fusion von SG Sampierdarenese und SG Andrea Doria, aus deren Namen sich auch der Vereinsname Sampdoria ableitet. Doria kommt von Andrea Doria, einem genuesischen Admiral und Fürsten. |
| FC Kallon                                           | Sierra Leone                 | Mohamed Kallon                                   | Fußballer                          | Der Verein wurde im Jahr 2000 vom ehemaligen Nationalspieler Mohamed Kallon durch Übernahme des Vereins Sierra Fisheries gegründet. Kallon ist seit 2022 auch Trainer des Clubs. |
| FC Beckham 7/23 Academie                            | Sierra Leone                 | David Beckham                                    | Fußballer                          | Benannt nach dem ehemaligen englischen Fußballspieler David Beckham. |
| CD Oscar Bonilla                                    | Chile                        | Oscar Bonilla                                    | Politiker                          | Benannt nach dem chilenischen Generalmajor und Politiker Oscar Bonilla. |
| CD David Arellano                                   | Chile                        | David Arellano                                   | Fußballer                          | Benannt nach dem chilenischen Fußballspieler David Arellano, der 1927 der Erfinder des Fallrückziehers sein soll. |
| LSM Deportivo                                       | Uruguay                      | Luis Suárez und Lionel Messi                     | Fußballer                          | 2018 gründete Luis Suárez in Uruguay den LS Deportivo in der Stadt Ciudad. Im Sommer 2025 stieg sein Freund und damaliger Mitspieler beim FC Barcelona und heute bei Inter Miami beim uruguayischen Amateurverein mit ein. Der Verein wurde in LSM Deportivo umbenannt was für Luis Suárez Messi Deportivo steht. |
| Mario Méndez FC                                     | Panama                       | Mario Méndez                                     | Fußballer/Trainer                  | Die Mario Méndez Football Academy wurde 2011 in der Provinz Chiriquí vom ehemaligen Fußballspieler Mario Méndez gegründet. Mario Méndez ist sowohl Besitzer, ehemaliger Präsident als auch derzeitiger Gesellschafter des Vereins. Bis 2022 war er sogar Trainer des Teams. |
| David Dube Sunshine FC                              | Malawi                       | David Dube                                       | Funktionär                         | Benannt nach David Dube, der ehemalige Mitglied des FAM General Secretary and Executive Committees und Eigentümer des Vereins. |
| AD Pablo Picasso CF                                 | Spanien                      | Pablo Picasso                                    | Künstler                           | Benannt nach dem spanischen Maler, Grafiker und Bildhauer Pablo Picasso. |
| Prince Louis FC                                     | Burundi                      | Louis Rwagasore                                  | Politiker                          | Benannt zum Ehren des Unabhängigkeitshelden Louis Rwagasore, auch als Prinz Louis bekannt. |
| Steve Biko FC                                       | Gambia                       | Steve Biko                                       | Aktivist                           | Der Verein wurde zu Ehren des ermordeten südafrikanischen Bürgerrechtlers Steve Biko benannt, der vom Apartheid-Regime umgebracht wurde. |
| Asociación Social y Deportiva Justo José de Urquiza | Argentinien                  | Justo José de Urquiza                            | Präsident                          | Der Club ist zu Ehren von Justo José de Urquiza benannt , einem argentinischen General und Präsidenten der Argentinischen Konföderation zwischen 1854 und 1860. |
| Nuno Tristão Futebol Clube                          | Guinea-Bissau                | Nuno Tristão                                     | Seefahrer und Entdecker            | Er wurde nach dem portugiesischen Entdecker Nuno Tristão benannt, der 1446 als erster Europäer das heutige Guinea-Bissau erreicht haben soll. |
| CD Juan Aurich                                      | Peru                         | Juan Aurich                                      | Gutsherr                           | Der Club Juan Aurich de Chiclayo wurde am 3. September 1922 von einigen Männern in Chiclayo gegründet. Diese Herren waren meist Arbeiter auf dem Anwesen eines Gutsherren in Chiclayo. Der Gutsherr, auf dessen Anwesen die Gründung des neuen Vereins vollzogen wurde, hieß Juan Aurich. In Anlehnung an ihn wurde der Verein in Club Juan Aurich de Chiclayo benannt.                                                    |
| Rotan and Zozulya Football Academy Dnipro           | Ukraine                      | Ruslan Rotan und Roman Zozulya                   | Fußballer                          | Die ehemaligen ukrainischen Fußballspieler Rusland Rotan und Roman Zozulya gründeten den Rotan and Zozulya Football Academy in Dnipro. Der Verein bildet Talente aus der Region aus und nimmt an U19-Wettbewerben teil. |
| Samuel Eto'o Academy                                | Kamerun                      | Samuel Eto’o                                     | Fußballer                          | Vom ehemaligen kamuranischen Fußballspieler Samuel Eto'o am 20.07.2018 gegründete Fußball-Akademy und Jugend-Fußballverein. |
| LSV Oswald Boelcke Prossnitz                        | Deutsches Reich (Tschechien) | Oswald Boelcke                                   | Jagdflieger                        | Benannt nach Oswald Boelcke, einem deutschen Jagdflieger, der im Ersten Weltkrieg 1916 bei Bapaume (Frankreich) fiel. |
| LSV Boelcke Krakau                                  | Deutsches Reich (Krakau)     | Oswald Boelcke                                   | Jagdflieger                        | Benannt nach Oswald Boelcke, einem deutschen Jagdflieger, der im Ersten Weltkrieg 1916 bei Bapaume (Frankreich) fiel. |
| LSV Immelmann Breslau                               | Deutsches Reich (Schlesien)  | Max Immelmann                                    | Jagdflieger                        | Der LSV Immelmann Breslau wurde 1940 gegründet und wurde nach dem ehemaligen Jagdflieger Max Immelmann benannt. |
| MSV Graf Schwerin Greifswald                        | Deutsches Reich (Pommern)    | Gerhard Graf von Schwerin                        | General                            | Benannt nach Gerhard Helmut Detloff Graf von Schwerin, ein ehemaliger deutscher General der Panzergruppe im Zweiten Weltkrieg. |
| LSV Mölders Krakau                                  | Deutsches Reich (Krakau)     | Werner Mölders                                   | Luftwaffenoffizier                 | Gegründet wurde der nach dem tödlich verunglückten Luftwaffenoffizier Werner Mölders benannte Luftwaffensportverein Mölders Krakau im Jahr 1940. |
| MSV von der Goltz Tilsit                            | Deutsches Reich (Ostpreußen) | August Friedrich Ferdinand von der Goltz         | Politiker                          | 1936 erfolgte die Abspaltung vom Polizeisportverein zum Militärsportverein MSV von der Goltz Tilsit. Der Name leitet sich vom ehemaligen preußischen Außenminister August Friedrich Ferdinand von der Goltz ab, der 1807 den Tilsiter Friedensvertrag unterschrieb. |
| SV Hindenburg Allenstein                            | Deutsches Reich (Ostpreußen) | Paul von Hindenburg                              | Reichspräsident                    | Der Vereinsname geht auf den Generalfeldmarschall und späteren Reichspräsidenten Paul von Hindenburg zurück. |
| WSV Hermann Balk Elbing                             | Deutsches Reich (Ostpreußen) | Hermann von Balk                                 | Ritter                             | Benannt nach Hermann von Balk, ein Ordensritter und erster Landmeister des Deutschen Ordens in Preußen. |
| MSV Mackensen Neustettin                            | Deutsches Reich (Pommern)    | August von Mackensen                             | Generalfeldmarschall               | Benannt wurde der Militärsportverein zum Ehren eines Besuchs des preußischen Generalfeldmarschalls August von Mackensen in Stettin. |
| SC Blücher Gollnow                                  | Deutsches Reich (Pommern)    | Gebhard Leberecht von Blücher                    | Generalfeldmarschall               | Benannt nach Gebhard Leberecht von Blücher, einem preußischen Generalfeldmarschall, der durch den Sieg über Napoleon in der Schlacht bei Waterloo berühmt wurde. |
| BSG Franz Mehring Marga                             | DDR                          | Franz Mehring                                    | Politiker                          | Benannt nach dem Publizisten und Politiker Franz Mehring. |
| SH Hans Wendler Stendal                             | DDR                          | Hans Wendler                                     | Dampflokomotivenkonstrukteur       | Benannt nach Hans Wendler, einen deutschen Dampflokomotivenkonstrukteur. Heute ist der Verein unter Lokomotive Stendal bekannt. |
| BSG Aktivist August Bebel Zwickau                   | DDR                          | August Bebel                                     | Politiker                          | Benannt nach August Bebel, einem sozialistischen deutschen Politiker und Publizisten. |
| BSG Nord Max Matern Torgelow                        | DDR                          | Max Matern                                       | Maschinenformer                    | Benannt nach Max Matern, einem deutschen Maschinenformer und Kommunisten. Heute ist der Verein als Torgelower FC Greif bekannt. |
| CA Foghetecaz Villarreal                            | Spanien                      | Font, Gil, Herrero, Teuler, Catalá und Zaragoza. | Gründer                            | CD Villarreal wurde in den frühen 1940er Jahren aufgelöst, und 1942 war CA Foghetecaz, ein Akronym für die Gründer des Clubs (Font, Gil, Herrero, Teuler, Catalá und Zaragoza), einer von mehreren Clubs, die an seiner Stelle gegründet wurden. Am 25. August 1947 trat der neue Verein dem Valencianischen Fußballverband bei und benannte sich 1950 in CAF Villarreal um, wo das F für Foghetecaz stand.                |
| King Faisal Babes                                   | Ghana                        | Faisal bin Abdulaziz Al Saud                     | König                              | Clubbesitzer Alhaji Grunsah benannte den Verein nach Faisal bin Abdulaziz Al Saud. Er war von 1964 bis 1975 König von Saudi-Arabien. |
| Royal Léopold Club                                  | Belgien                      | Leopold II.                                      | König                              | Am 11. Februar 1893 als Léopold Football Club gegründet, nach dem damaligen belgischen König Leopold II. |
| FC Förderkader René Schneider Rostock               | Deutschland                  | René Schneider                                   | Fußballer                          | René Schneider gründete 2003 eine Fußballschule und später 2006 in Rostock einen eigenen Club, damit diese Erfahrung sammeln können. |
| US Gigi Meroni 1970 München                         | Deutschland                  | Gigi Meroni                                      | Fußballer                          | Luigi „Gigi“ Meroni war ein italienischer Fußballspieler, der 1967 an einem Autounfall starb. US Gigi Meroni ist ein in Deutschland spielender Fußballverein, der von Deutsch-Italienern gegründet wurde. |
| BFC Preussen                                        | Deutschland                  | Friedrich Wilhelm II.                            | König                              | 1894 wurde von Schülern des Friedrich-Wilhelm-Gymnasiums erst ein Fußballclub Friedrich-Wilhelm gegründet, der sich um Konflikte zu vermeiden als BFC Preussen neugründete. Benannt war der Vorgänger nach dem König von Preußen, Friedrich Wilhelm II. |
| TSV Georgii-Allianz Stuttgart                       | Deutschland                  | Theodor Georgii                                  | Turner/Sportfunktionär             | Gegründet 1899 als Betriebssportverein des Allgemeinen Deutschen Versicherungsvereins unter dem Namen Beamtenturnerbund, später umbenannt zu Ehren von Theodor Georgii. |
| Deportivo Saprissa                                  | Costa Rica                   | Ricardo Saprissa                                 | Fußballer/Trainer                  | Roberto Fernández gründete eine Jugendfußballmannschaft mit Kindern aus San José. Er fragte Saprissa, ob er die Uniform der Spieler besorgen könnte. Das tat er und der Verein wurde nach ihm benannt. |
| Zamora FC                                           | Venezuela                    | Ezequiel Zamora                                  | General                            | Benannt nach Ezequiel Zamora Correa, einen in Spanien geborenen General im Bürgerkrieg (Guerra Federal) |
| Arminia Bielefeld                                   | Deutschland                  | Arminius                                         | Fürst                              | Der Vereinsname leitet sich vom Cheruskerfürsten Arminius ab, der den Römern im Jahre 9 n. Chr. in der Varusschlacht eine verheerende Niederlage beibrachte. |
| Arminia Hannover                                    | Deutschland                  | Arminius                                         | Fürst                              | Der Vereinsname leitet sich vom Cheruskerfürsten Arminius ab, der den Römern im Jahre 9 n. Chr. in der Varusschlacht eine verheerende Niederlage beibrachte. |
| Andere Vereine mit „Arminia“                        | Deutschland                  | Arminius                                         | Fürst                              | Der Vereinsname leitet sich vom Cheruskerfürsten Arminius ab, der den Römern im Jahre 9 n. Chr. in der Varusschlacht eine verheerende Niederlage beibrachte. |
| FFC Heike Rheine                                    | Deutschland                  | Heike Kinder                                     | Trainerin                          | „FFC“ bedeutet Frauenfußballclub. „Heike“ ist in den Vereinsnamen geraten, weil Heike Kinder zur namensgebenden Zeit die Trainerin der Bundesliga-Elf war. |
| General Velásquez                                   | Chile                        | José Velásquez Bórquez                           | General                            | Der Club wurde am 8. Januar 1908 als General Velásquez zu Ehren von José Velásquez Bórquez gegründet, einem General, der am Pazifikkrieg teilnahm. |
| FK Alberts                                          | Lettland                     | Alberts Šeibelis                                 | Fußballer                          | Alberts Šeibelis ist ein ehemaliger lettischer Fußballspieler, der von 1919 bis 1948 aktiv war. |
| JDFS Alberts                                        | Lettland                     | Alberts Šeibelis                                 | Fußballer                          | Alberts Šeibelis ist ein ehemaliger lettischer Fußballspieler, der von 1919 bis 1948 aktiv war. |
| Türk Ataspor Wetzlar                                | Deutschland                  | Mustafa Kemal Atatürk                            | Präsident                          | Benannt nach dem ersten Präsidenten der modernen Türkei, Mustafa Kemal Atatürk. |
| Akademija Pandev                                    | Nordmazedonien               | Goran Pandev                                     | Fußballer                          | 2010 gründete die nordmazedonische Fußballlegende Goran Pandev eine eigene Akademie und einen eigenen Profi-Fußballverein. |
| Mariscal Sucre FC                                   | Peru                         | Antonio José de Sucre                            | Freiheitskämpfer                   | Benannt nach dem südamerikanischen Freiheitskämpfer Antonio José de Sucre. |
| CD Mariscal Sucre                                   | Bolivien                     | Antonio José de Sucre                            | Freiheitskämpfer                   | Benannt nach dem südamerikanischen Freiheitskämpfer Antonio José de Sucre. |
| Tottenham Hotspur FC                                | England                      | Henry Percy                                      | Ritter                             | Benannt nach Sir Henry „Hotspur“ Percy, ein Ritter des 14. Jahrhunderts, der durch seine kriegerische Entschlossenheit den Spitznamen „Hotspur“ bekam. |
| AS Giana Erminio                                    | Italien                      | Erminio Giana                                    | Soldat                             | Benannt nach Erminio Giana, einem 19-Jährigen italienischen Soldaten, der während des Ersten Weltkriegs fiel. |
| Renato Curi Angolana                                | Italien                      | Renato Curi                                      | Fußballer                          | Nach dem Karriereende von AC Perugia-Legende Renato Curi wurde der heutige, in der Serie D spielende Verein 1978 nach ihm benannt. |
| Northwich Victoria FC                               | England                      | Victoria                                         | Königin                            | Der Verein wurde 1874 zu Ehren von Queen Victoria nach ihr benannt. |
| Club Bolívar                                        | Bolivien                     | Simón Bolívar                                    | Präsident                          | Der Verein, wurde ebenso wie das Land, nach dem General Simón Bolívar benannt, der die Unabhängigkeit Boliviens erkämpfte |
| SS Jeanne d‘Arc                                     | Réunion                      | Jeanne d‘Arc                                     | Nationalheldin                     | Benannt nach Jeanne d’Arc (Johanna von Orléans), der französischen Nationalheldin und -heiligen. |
| ASC Jeanne d‘Arc                                    | Senegal                      | Jeanne d‘Arc                                     | Nationalheldin                     | Benannt nach Jeanne d’Arc (Johanna von Orléans), der französischen Nationalheldin und -heiligen. |
| Jeanne d´Arc FC de Bamako                           | Mali                         | Jeanne d’Arc                                     | Nationalheldin                     | Benannt nach Jeanne d’Arc (Johanna von Orléans), der französischen Nationalheldin und -heiligen. |
| Andere Vereine mit „Jeanne d'Arc“                   | Frankreich                   | Jeanne d’Arc                                     | Nationalheldin                     | Jeanne-d´Arc de Saint-Ouen, Jeanne d’Arc Sportive et Culturelle Marsienne, JA Dax, JA Villemoisan... |
| Loco Abreu FC                                       | Brasilien                    | Sebastián Abreu                                  | Fußballer                          | Wurde im März 2024 in Piauí gegründet und nach dem uruguayischen Fußballspieler Sebastián Abreu benannt. |
| Lauro Müller Futebol Clube                          | Brasilien                    | Lauro Müller                                     | Politiker                          | Bennant nach Lauro Severiano Müller einem brasilianischen Politiker und Diplomat. |
| FK Car Konstantin                                   | Serbien                      | Konstantin der Große                             | Kaiser                             | Der Name ist eine Hommage an den römischen Kaiser Konstantin den Großen, der wie der Verein in Niš geboren wurde. |
| Zawisza Bydgoszcz                                   | Polen                        | Zawisza Czarny                                   | Ritter                             | Der Vereinsname leitet sich von dem berühmten Ritter Zawisza Czerny aus Garbów ab. |
| Kerala Blasters FC                                  | Indien                       | Sachin Tendulkar                                 | Cricketspieler                     | Im April 2014 gründete der indische Cricketspieler Sachin Tendulkar eine Franchise in der Indian Super League. Bei der Namensfindung nahm er seinen Spitznamen „Master Blaster“ und nannte den Verein einfach Kerala Blasters. |
| KF Skënderbeu Korça                                 | Albanien                     | Skanderbeg                                       | Fürst                              | Benannt nach dem Fürsten und Georg Kastriota, auch Skenderbeg genannt. |
| Club General Díaz                                   | Paraguay                     | José Eduvigis Díaz                               | General                            | Benannt zu Ehren von General José Eduvigis Díaz, einem Helden des Tripel-Allianz-Krieges von 1864 bis 1870. |
| Julinho Sporting FC                                 | Namibia                      | Julio Luis                                       | Vater von Nelson und Norten Luis   | Gegründet 2002 von den Brüdern Nelson und Norton Luis. Sie benannten den Verein nach ihrem verstorbenen Vater „Julio Luis“. „Julinho“ bedeutet „kleiner Julio“. Da dieser Fan des portugiesischen Fußballvereins Sporting Lissabon ist, fügte man Sporting als Vereinsname hinzu. |
| HŠK Zrinjski Mostar                                 | Bosnien und Herzegowina      | Zrinski                                          | Graf                               | Benannt nach der Adelsfamilie Zrinjski, darunter Ivan Antun Zrinski, ein kroatischer Graf. |
| Neuchâtel Xamax                                     | Schweiz                      | Max Abegglen                                     | Fußballer                          | Der Name Xamax ist ein Palindrom und entstand aus dem Vornamen des Mitgründers Max Abegglen, genannt „Xam“ |
| FC Patrice Lumumba                                  | Mosambik                     | Patrice Lumumba                                  | Politiker                          | |
| Escola Patrice Lumumba                              | São Tomé and Príncipe        | Patrice Lumumba                                  | Politiker                          | |
| Pelé FC                                             | Guyana                       | Pelé                                             | Fußballer                          | Als Pelé sein Rücktritt aus der brasilianischen Nationalteam bekannt gab, benannte Gründer und ehemaliger Fußballspieler Lennox Arthur den Verein zum Ehren in Pelé FC. |
| Puskás Akademia                                     | Ungarn                       | Ferenc Puskás                                    | Fußballer                          | Zu Ehren der 2006 verstorbenen ungarischen Fußballlegende Ferenc Puskás wurde der Verein nach ihm benannt. |
| Sheikh Russel KC                                    | Bangladesch                  | Sheikh Russel                                    | Sohn des Präsidenten               | Benannt nach Sheikh Russel, das jüngste Kind von Mujibur Rahman, dem Gründungsvater und ersten Präsidenten von Bangladesch. Russel und der Großteil seiner direkten Familie wurden während des Militärputsches 1975 in ihren Haus getötet. |
| Sheikh Jamal Dhanmondi Club                         | Bangladesch                  | Sheikh Jamal                                     | Sohn des Präsidenten               | Sheikh Jamal war der zweite Sohn von Mujibur Rahman und wurde ebenfalls während des Militärputsches 1975 getötet. |
| Willem II Tilburg                                   | Niederlande                  | Wilhelm II.                                      | König                              | Der Verein wurde im August 1896 gegründet und wurde ein Jahr später in Willem II Tilburg umbenannt. Als Namensgeber stand Wilhelm Friedrich Georg Ludwig von Oranien-Nassau, kurz Willem II. Pate. Grund dafür war, dass sein militärisches Hauptquartier in Tilburg war und er 1849 hier starb. |
| Kaizer Chiefs                                       | Südafrika                    | Kaizer Motaung                                   | Fußballer                          | Benannt nach dem südafrikanischen Fußballspieler Kaizer Motaung und den Atlanta Chiefs aus den USA, bei denen er früher spielte. |
| Jomo Cosmos                                         | Südafrika                    | Jomo Sono                                        | Fußballer                          | Der Verein wurde als Highlands Park gegründet und 1982 nach der Rückkehr Sonos aus der amerikanischen NASL in Anlehnung an seinen früheren Klub New York Cosmos in Jomo Cosmos umbenannt. |
| Moroka Swallows                                     | Südafrika                    | Chief Moroka                                     | Politiker                          | Benannt nach Chief Moroka, den ehemaligen Präsidenten des African National Congress. |
| Ceramica Cleopatra FC                               | Ägypten                      | Kleopatra VII.                                   | Königin                            | Eigentümer ist die Cleopatra Groupe, benannt nach der altägyptischen Königin. |
| SSV Jahn Regensburg                                 | Deutschland                  | Friedrich Ludwig Jahn                            | Pädagoge/Politiker                 | Er basiert auf dem 1886 entstandenen Turnerbund Jahn Regensburg und wurde nach Friedrich Ludwig Jahn benannt, dem Initiator der deutschen Turnbewegung. |
| Andere Vereine mit „Jahn“                           | Deutschland                  | Friedrich Ludwig Jahn                            | Pädagoge/Politiker                 | Er basiert auf dem 1886 entstandenen Turnerbund Jahn Regensburg und wurde nach Friedrich Ludwig Jahn benannt, dem Initiator der deutschen Turnbewegung. |
| CR Vasco da Gama                                    | Brasilien                    | Vasco da Gama                                    | Seefahrer                          | Inspiriert durch die Feierlichkeiten zum 400. Jahrestag der Entdeckung des Seeweges von Europa nach Indien durch Vasco da Gama, beschlossen die Gründer, den Verein nach dem portugiesischen Seefahrer zu benennen. |
| Vasco da Gama Cape Town FC                          | Südafrika                    | Vasco da Gama                                    | Seefahrer                          | Vasco da Gama FC aus Südafrika wurde nach den brasilianischen Vorbild benannt, da der Club die brasilianische Minderheit in Südafrika ansprechen sollte. |
| Centro de Futbol Zico SE                            | Brasilien                    | Zico                                             | Fußballer                          | Im Juli 1996 gründete Zico den Verein, um die Arbeit der Akademien seines Fußballzentrums fortzuführen und jungen Menschen die Möglichkeit erhalten, sich zu messen. |
| Botew Plowdiw                                       | Bulgarien                    | Christo Botew                                    | Dichter/Revolutionär               | Am 12. März 1912 von Eliteschülern gegründet und nach Christo Botew benannt, einem bulgarischen Revolutionär. |
| Lewski Sofia                                        | Bulgarien                    | Wassil Lewski                                    | Revolutionär                       | Der Verein wurde am 24. Mai 1914 von Studenten einer Hochschule in Sofia unter dem Namen „ZS Lewski Sofia“ gegründet. Der Name stammt von Wassil Lewski, einem bulgarischen Freiheitskämpfer während der osmanischen Besatzungszeit. |
| Club Jorge Wilstermann                              | Bolivien                     | Jorge Wilstermann                                | Pilot                              | 1949 wurde der Verein als San José de la Banda gegründet. Nach vier Jahren benannte sich der Klub zu Ehren des ersten Berufspilot Boliviens, Jorge Wilstermann, in Club Deportivo Jorge Wilstermann um. |
| CD O’Higgins                                        | Chile                        | Bernardo O’Higgins                               | Unabhängigkeitskämpfer             | Benannt nach Bernado O’Higgins, dem ersten Director Supremo des unabhängigen Chile. |
| CA Sarmiento                                        | Argentinien                  | Domingo Faustino Sarmiento                       | Präsident                          | Benannt nach dem argentinischen Präsidenten von 1868 bis 1874 Domingo Faustino Sarmiento. Ursprünglich wurde auch der Name von Admiral William Brown vorgeschlagen, die Vereinsmitglieder entschieden sich jedoch dagegen. |
| Clube Atlético Hermann Aichinger                    | Brasilien                    | Hermann Aichinger                                | Architekt                          | Gegründet wurde der Verein von deutschen Einwanderer. Sie benannten ihn nach dem österreichischen Architekten Hermann Aichinger, der das Stadion des Vereins baute. |
| CA San Martín de San Juan                           | Argentinien                  | José de San Martín                               | Unabhängigkeitskämpfer             | Benannt nach José Francisco de San Martín y Matorras, einem südamerikanischen Unabhängigkeitskämpfer. |
| CA San Martín de Tucumán                            | Argentinien                  | José de San Martín                               | Unabhängigkeitskämpfer             | Benannt nach José Francisco de San Martín y Matorras, einem südamerikanischen Unabhängigkeitskämpfer. |
| Club Atlético Jorge Newbery (Rancúl)                | Argentinien                  | Jorge Newbery                                    | Ingenieur/Wissenschaftler/Sportler | Benannt nach dem argentinischen Luftfahrtpionier, Ingenieur, Wissenschaftler und Sportler Jorge Newbery. Dieser wird als erster argentinische Volksheld beschrieben, der kein Politiker war. |
| Club Jorge Newbery (Junín)                          | Argentinien                  | Jorge Newbery                                    | Ingenieur/Wissenschaftler/Sportler | Benannt nach dem argentinischen Luftfahrtpionier, Ingenieur, Wissenschaftler und Sportler Jorge Newbery. Dieser wird als erster argentinische Volksheld beschrieben, der kein Politiker war. |
| Club Atlético Jorge Newbery (Rufino)                | Argentinien                  | Jorge Newbery                                    | Ingenieur/Wissenschaftler/Sportler | Benannt nach dem argentinischen Luftfahrtpionier, Ingenieur, Wissenschaftler und Sportler Jorge Newbery. Dieser wird als erster argentinische Volksheld beschrieben, der kein Politiker war. |
| Club Atlético Belgrano                              | Argentinien                  | Manuel Belgrano                                  | General/Politiker/Anwalt           | Gegründet wurde der Verein am 19. März 1905 von einer Gruppe Jugendlicher, die ihn nach der historischen Persönlichkeit Manuel Belgrano benannten und die Farben der argentinischen Flagge übernahmen, die von Belgrano entworfen worden war. |
| Club Deportivo Jorge Gibson Brown                   | Argentinien                  | Jorge Gibson Brown                               | Fußballer                          | Der Jorge Gibson Brown Sports Club wurde von einer Gruppe von Studenten der Stadt Posadas gegründet, die sich früher rund um die Plaza San Martín trafen, um Fußball zu spielen. Benannt wurde dieser nach dem Fußballspieler Jorge Gibson Brown. |
| Club Atlético Douglas Haig                          | Argentinien                  | Sir Douglas Haig                                 | General                            | Im November 1918 gründete eine Gruppe britischer Arbeiter der Argentinischen Zentralbahn eine Fußballmannschaft. Dies erforderte die Zustimmung des Chefs der Eisenbahn, Herrn Ronald Leslie, der als Bedingung beantragte, dass sich der neue Club zu Ehren von Sir Douglas Haig , dem Oberbefehlshaber der britischen Armee, benennen sollte. Damit wurde am 18. November 1918 der Club Atlético Douglas Haig gegründet. |
| Newell’s Old Boys                                   | Argentinien                  | Isaac Newell                                     | Schuldirektor                      | 1903 gegründet und nach Isaac Newell benannt, einem früheren Trainer und Direktor der Englisch High School in Rosario. |
| CD Godoy Cruz Antonio Tomba                         | Argentinien                  | Antonio Tomba                                    | Weinbauer                          | Antonio Tomba brachte den Weinbau nach Mendoza, sowie das notwendige Know-how, um die günstigen Bedingungen in Mendoza auszuschöpfen. In Godoy Cruz blieb er nicht nur deswegen in guter Erinnerung, sondern auch weil er den Bau eines Krankenhauses und die Gründung des Sportvereins „Club Deportivo Bodega Antonio Tomba“ herbeiführte.                                                                                |
| CA San Lorenzo                                      | Argentinien                  | Lorenzo Massa                                    | Gründer                            | Benannt nach Lorenzo Massa, der die Jungen in seinem Viertel zum Fußballspielen im Hof der Kirche ermutigte. |
| CA Aldosivi                                         | Argentinien                  | ALlard, DOulfus, SIllard, WIriott                | Ingenieure                         | Bei der Namensgebung nahm man die Namen von den Ingenieuren und Eigentümern des Hafen in der Region. Aus Allard, Doulfus, Sillard und Wiriott wurde AL-DO-SI-WI, da man jedoch den Club telegraphisch registrieren ließ und man so kein W verwenden konnte, wurde aus dem Namen Aldosivi. |
| SSG Nikola Tesla Hamburg                            | Deutschland                  | Nikola Tesla                                     | Wissenschaftler/Erfinder           | Ist ein in Deutschland spielender serbischer Diaspora-Club, weshalb dieser nach dem Erfinder und Wissenschaftler Nikola Tesla benannt wurde. |
| Juan Pablo II College                               | Peru                         | Johannes Paul II.                                | Papst                              | Die Akademie wurde 2015 auf Initiative derselben Bildungseinrichtung (IEP Juan Pablo II College) gegründet. Benannt wurde dieser nach dem polnischen Papst Johannes Paul II. |
| Walter Ormeño de Cañete                             | Peru                         | Walter Ormeño                                    | Fußballer                          | Der Club Deportivo Walter Ormeño wurde am 10. Oktober 1950 gegründet. Er erhielt den Namen Club Walter Ormeño, zu Ehren von Walter Ormeño, dem Torhüter der Universitario de Deportes. |
| Deportivo Walter Ferretti                           | Nicaragua                    | Walter Ferretti                                  | General                            | Walter Ferretti gründete 1984 den Verein mit. Dieser wurde nach einem tödlichen Autounfall 1988 im Jahr 1991 nach ihm benannt. |
| FC Saint Eloi Lupopo                                | Demokratische Rep. Kongo     | Eligius von Noyon                                | Bisschof                           | Benannt nach Eligius von Noyon (Saint-Eloi). |
| Club Social y Atlético Guillermo Brown              | Argentinien                  | William Brown                                    | Seeoffizier                        | Zu Ehren des ersten Admirals und Vater der argentinischen Marine William Brown (auf Spanisch: Guillermo Brown) benannt. |
| Club Almirante Brown                                | Argentinien                  | William Brown                                    | Seeoffizier                        | Zu Ehren des ersten Admirals und Vater der argentinischen Marine William Brown (auf Spanisch: Guillermo Brown) benannt. |
| Club Atlético Brown de Adrogue                      | Argentinien                  | William Brown                                    | Seeoffizier                        | Zu Ehren des ersten Admirals und Vater der argentinischen Marine William Brown (auf Spanisch: Guillermo Brown) benannt. |
| Gil Vicente FC                                      | Portugal                     | Gil Vicente                                      | Dramatiker                         | Er trägt den Namen des Dramaturgen Gil Vicente, nach dem das Theater in Barcelos benannt war, in dessen Nähe die Gründer Fußball spielten. |
| Club Presidente Hayes                               | Paraguay                     | Rutherford B. Hayes                              | US-Präsident                       | Die Namensgebung des Vereins ist auf den 19. Präsidenten der USA, Rutherford B. Hayes zurückzuführen. Diese Ehrenbezeichnung erfolgte aufgrund der Rolle von Präsident Hayes bei der Schlichtung eines argentinisch-paraguayischen Territorialstreits im Gran Chaco. Hayes entschied sich dabei zugunsten Paraguay, was zur Benennung des Vereins führte.                                                                  |
| Club Silvio Pettirossi                              | Paraguay                     | Silvio Pettirossi                                | Pilot                              | Benannt nach den paraguayischen Pilot und Luftfahrtpionier Silvio Pettirossi. |
| CD Luis Angel Firpo                                 | El Salvador                  | Luis Angel Firpo                                 | Boxer                              | Ursprünglich hieß der Verein Tecún Umán, wurde aber bald umbenannt zu Ehren von Luis Ángel Firpo, einem berühmten argentinischen Boxer, welcher der erste Schwergewichtschampion Lateinamerikas war. |
| A.E. Karaiskakis FC                                 | Griechenland                 | Georgios Karaiskakis                             | General                            | Benannt nach dem griechischen General aus dem griechischen Unabhängigkeitskrieg Georgios Karaiskakis. |
| Spartak Moskau                                      | Russland                     | Spartacus                                        | Sklavenführer                      | Über die Namensgebung gibt es zwei verschiedene Versionen. Nach einer Version kam der Gründer beim Lesen eines Buches über den Sklavenführer Spartacus auf diese Idee. Die andere Version soll auf dem Spartakusbund zurückzuführen sein. |
| FC Spartak Trnava                                   | Slowakei                     | Spartacus                                        | Sklavenführer                      | 1953 wurde er von ZTJ Kovosmalt Trnava in Spartak Trnava umbenannt, nach dem Sklavenführer Spartacus. |
| Andere Vereine mit „Spartak“                        | Sowjetunion                  | Spartacus                                        | Sklavenführer                      | Benannt nach dem Sklavenführer Spartacus |
| PEC Zwolle                                          | Niederlande                  | Heinrich zu Mecklenburg                          | Prinz                              | Prins Hendrik Ende Desespereert Nimmer Combinatie Zwolle – Benannt nach Prins Hendrik, einem in Schwerin geborenen niederländischen Prinzen. |
| SV Prins Bernhard Uddel                             | Niederlande                  | Bernhard zur Lippe-Biesterfeld                   | Prinz                              | Benannt nach Bernhard, Prinz der Niederlande und Prinz zur Lippe-Biesterfeld. |
| RKSV Prinses Irene                                  | Niederlande                  | Irene von Oranien-Nassau                         | Prinzessin                         | Benannt nach Irene von Oranien-Nassau, Prinzessin der Niederlande und Tochter von Königin Juliana. |
| EFC PW 1885                                         | Niederlande                  | Wilhelmina                                       | Königin                            | Benannt nach der niederländischen Königin Wilhelmina, da der Verein, mit dem sich der EFC später fusionierte, an ihrem Geburtstag gegründet wurde. |
| Wilhelmina ‘26                                      | Niederlande                  | Wilhelmina                                       | Königin                            | Benannt nach der niederländischen Königin Wilhelmina von Oranien-Nassau. |
| Andere Vereine mit „Wilhelmina“                     | Niederlande                  | Wilhelmina                                       | Königin                            | RKVV Wilhelmina, WV-HEDW, Wilhelmina ‘08, v.v Wilhelmina Boys… |
| Roda JC Kerkrade                                    | Niederlande                  | Juliana                                          | Königin                            | Roda JC Kerkrade – Sport Vereiniging Roda Juliana Combinatie in Kerkrade wurde benannt nach der Königin der Niederlande von 1948 bis 1980. |
| Andere Vereine mit „Juliana“                        | Niederlande                  | Juliana                                          | Königin                            | OCJ Rosmalen, AJC ‘96 Losser, Juliana ‘31, RKSV Juliana Mill, JVC Julianadorp… |
| Crewe Alexandra                                     | England                      | Prinzessin Alexandra                             | Prinzessin                         | Der Verein wurde im Jahr 1877 gegründet und dabei vermutlich nach Prinzessin Alexandra benannt, wobei einer weiteren Version zufolge der Name lediglich auf eine Gaststätte zurückzuführen ist, in der die Idee zur Vereinsgründung reifte. |
| Don Bosco FC                                        | Haiti                        | Don Bosco                                        | Prister                            | Benannt ist der Verein nach dem bedeutenden italienischen katholischen Priester Johannes Bosco. |
| Don Bosco SC                                        | Sri Lanka                    | Don Bosco                                        | Prister                            | Benannt ist der Verein nach dem bedeutenden italienischen katholischen Priester Johannes Bosco. |
| DJK Don Bosco Bamberg                               | Deutschland                  | Don Bosco                                        | Prister                            | Benannt ist der Verein nach dem bedeutenden italienischen katholischen Priester Johannes Bosco. |
| Andere Vereine mit „Don Bosco“                      |                              | Don Bosco                                        | Prister                            | Don Bosco FC, Don Bosco (Jarabacoa), CD Don Bosco, Cercle Sportif Don Bosco de Lubumbashi, Don Bosco (Senegal), Don Bosco Fossone, CP Don Bosco CF, Don Bosco Spezia, Don Bosco Nichelino, Vitrus Don Bosco, Don Bosco Alessandria, Don Bosco Vallecrosia, Don Bosco CF (Cordoba), CD Don Bosco (Valladolid), SD Miguel Rua-don Bosco, Don Bosco Nantes, Don Bosco Garelli United FC                                       |
| Garrincha Fútbol Club                               | Dominikanische Republik      | Garrincha                                        | Fußballer                          | Verein aus Santo Domingo und wurde 2010 nach der brasilianischen Fußballspieler Garrincha benannt. |
| LA 10 FC                                            | USA                          | Alessandro Del Piero                             | Fußballer                          | Los Angeles 10 Football Club wurde mit Alessandro Del Piero und seiner Eigentümergruppe 2016 gegründet. Der Vereinsname bezieht sich auf sein legendäres Trikot mit der Nummer 10, während die Vereinsfarben Schwarz und Weiß eine Anspielung auf seinen ehemaligen Verein Juventus sind. |
| Santa Gema FC                                       | Panama                       | Gemma Galgani                                    | Heilige                            | Benannt nach Gemma Umberta Pia Galgani, eine italienische Heilige und Mystikerin. |
| Osmanlispor                                         | Türkei                       | Osman I.                                         | Sultan                             | Ende der Saison 2013/14 verkündete die Klubführung den Verein in 1299 Osmanlispor FK umzubenennen. Der Name Osman in Osmanlispor ist auf Osman Gazi I. zurückzuführen. Das Jahr 1299 ist sehr wahrscheinlich eine Andeutung auf dessen Selbsternennung zum Emir. |
| David Nakhid International Football Academy         | Libanon                      | David Nakhid                                     | Fußballer/Trainer                  | David Nakhid ist ein aus Trinidad und Tobago geborener Fußballspieler und Trainer, der in Libanon seine eigene Fußballschule sowie einen Verein gründete. |
| FK Obilić                                           | Serbien                      | Miloš Obilić                                     | Ritter                             | Der Verein und das Stadion sind nach dem serbischen Adligen und Ritter Miloš Obilić benannt, der an der Schlacht auf dem Amselfeld teilgenommen hat. |
| Churchill Brothers SC                               | Indien                       | Alemao Churchill                                 | Politiker                          | Der Verein wurde 1988 als Varca Club gegründet und später in Churchill Brothers FC umbenannt, als Alemao Churchill diesen kaufte. |
| Stade Malherbe Caen                                 | Frankreich                   | Françios de Malherbe                             | Dichter                            | Das 1913 gegründete Team hat seinen Namen von Françios de Malherbe, einem Dichter aus Caen aus dem 17. Jahrhundert. |
| Académie de Football Amadou Diallo-Djékanou         | Elfenbeinküste               | Amadou Diallo                                    | Freund von Jacques Anouma          | 2006 wurde der Verein vom Fußballverband der Elfenbeinküste übernommen und umbenannt in Académie de Feu Amadou Diallo Djékanou. Der Name leitet sich von Amadou Diallo ab, einem engen Freund des Präsidenten Jacques Anouma, der in Djékanou beerdigt ist. |
| Abubakar Bukola Saraki FC                           | Nigeria                      | Bukola Saraki                                    | Senatspräsident                    | Benannt nach dem nigerianischen Senatspräsidenten Bukola Saraki. |
| Ifeanyi Ubah FC                                     | Nigeria                      | Patrick Ifeanyi Ubah                             | Politiker                          | Nach Übernahme durch den nigerianischen Senator Ifeanyi Ubah wurde der Verein nach ihm benannt. |
| BSG Aktivist „Karl Marx“ Zwickau                    | DDR                          | Karl Marx                                        | Philosoph                          | 1951 wurde der Verein in Aktivist Karl Marx Zwickau umbenannt. Die meisten Spieler arbeiteten im Zwickauer Karl-Marx-Werk. |
| Club Dr. Benjamin Aceval                            | Paraguay                     | Benjamín Aceval                                  | Politiker                          | Benannt nach Benjamín Aceval, einen paraguayischen Diplomat und Politiker. Er nahm an der Verhandlung über die Schlichtung des Tripel-Allianz-Kriegs über die Region Gran Chaco teil. |
| CA Colón                                            | Argentinien                  | Christoph Kolumbus (spanisch: Cristóbal Colón)   | Seefahrer                          | Der Verein wurde nach dem Entdecker des amerikanischen Kontinents, Christoph Kolumbus, benannt. |
| Club Atlético Colón de Santa Fe                     | Paraguay                     | Christoph Kolumbus (spanisch: Cristóbal Colón)   | Seefahrer                          | Der Verein wurde nach dem Entdecker des amerikanischen Kontinents, Christoph Kolumbus, benannt. |
| Colón FC                                            | Uruguay                      | Christoph Kolumbus (spanisch: Cristóbal Colón)   | Seefahrer                          | Der Verein wurde nach dem Entdecker des amerikanischen Kontinents, Christoph Kolumbus, benannt. |
| CSD Colo-Colo                                       | Chile                        | Colo Colo                                        | Häuptling                          | Der Name des Vereins stammt vom Mapuche-Häuptling Colo-Colo, der seit 1950 auch das Vereinswappen ziert. |
| Colo Colo FR                                        | Brasilien                    | Colo Colo                                        | Häuptling                          | Der Name des Vereins stammt vom Mapuche-Häuptling Colo-Colo, der seit 1950 auch das Vereinswappen ziert. |
| CD Arturo Fernández Vial                            | Chile                        | Arturo Fernández Vial                            | Admiral                            | Im Jahre 1903 wurde Internacional de Concepción, dessen Mitglieder vorwiegend Bahnarbeiter waren, während eines Streiks in Club Deportivo Corporación Arturo Fernández Vial umbenannt. Arturo Fernández Vial trug wesentlich zur für die Arbeiter positiven Beendigung des Streiks bei, was ihm neben seiner Mitwirkung im Seegefechte von Iquique und von Punta Gruesa die Namensgebung für den Klub einbrachte.          |
| Gheorghe Hagi Football Academy                      | Rumänien                     | Gheorghe Hagi                                    | Fußballer                          | Die Akademie wurde 2009 vom ehemaligen rumänischen Nationalspieler Gheorghe Hagi gegründet , kostete 11 Millionen Euro und ist eine der größten und modernsten in Südosteuropa. Sie beherbergt über 300 Spieler, 9 Trainingsplätze und andere Einrichtungen. |
| FC Levadia Tallinn                                  | Estland                      | Viktor Levada                                    | Unternehmer                        | 1998 übernahm der ukrainische Unternehmer Viktor Levada den Olümpia Maardu und nannte diesen nach sich selbst. |
| FC Levada Pärnu                                     | Estland                      | Viktor Levada                                    | Unternehmer                        | Übernahm den Verein und nannte diesen nach sich selbst. |
| Beitar Jerusalem                                    | Israel                       | Donald Trump                                     | Präsident                          | 2018 kündigte der Verein an, aus Dank für die Verlegung der amerikanischen Botschaft nach Jerusalem zu Ehren des US-Präsidenten Donald Trump in den Vereinsnamen den Bestandteil „Trump“ aufzunehmen. Es scheiterte daran, dass es israelischen Fußballvereinen untersagt ist, sich nach lebenden Personen zu benennen. |

## Von Personen stammende Vereinsnamen
Vereinsnamen, die sich aus dem Namen einer realen Person entwickelt haben und in Lauf als generische Bezeichnung für Fußballvereine etabliert wurden.
| Verein                          | Land        | Person                | Beruf              | Geschichte |
| ------------------------------- | ----------- | --------------------- | ------------------ | --- |
| SSV Jahn Regensburg             | Deutschland | Friedrich Ludwig Jahn | Pädagoge/Politiker | Er basiert auf dem 1886 entstandenen Turnerbund Jahn Regensburg und wurde nach Friedrich Ludwig Jahn benannt, dem Initiator der deutschen Turnbewegung.                                                                                   |
| Andere Vereine mit „Jahn“       | Deutschland | Friedrich Ludwig Jahn | Pädagoge/Politiker | Er basiert auf dem 1886 entstandenen Turnerbund Jahn Regensburg und wurde nach Friedrich Ludwig Jahn benannt, dem Initiator der deutschen Turnbewegung.                                                                                   |
| Türk Ataspor Wetzlar            | Deutschland | Atatürk               | Präsident          | Benannt nach dem ersten Präsidenten der modernen Türkei – Mustafa Kemal Atatürk. |
| Arminia Bielefeld               | Deutschland | Arminius              | Fürst              | Der Vereinsname leitet sich vom Cheruskerfürsten Arminius ab, der den Römern im Jahre 9 n. Chr. in der Varusschlacht eine verheerende Niederlage beibrachte                                                                               |
| Arminia Hannover                | Deutschland | Arminius              | Fürst              | Der Vereinsname leitet sich vom Cheruskerfürsten Arminius ab, der den Römern im Jahre 9 n. Chr. in der Varusschlacht eine verheerende Niederlage beibrachte                                                                               |
| Andere Vereine mit „Arminia“    | Deutschland | Arminius              | Fürst              | Der Vereinsname leitet sich vom Cheruskerfürsten Arminius ab, der den Römern im Jahre 9 n. Chr. in der Varusschlacht eine verheerende Niederlage beibrachte                                                                               |
| Spartak Moskau                  | Russland    | Spartacus             | Sklavenführer      | Über die Namensgebung gibt es zwei verschiedene Versionen. Nach einer Version kam der Gründer beim Lesen eines Buches über den Sklavenführer Spartacus auf diese Idee. Die andere Version soll auf dem Spartakusbund zurückzuführen sein. |
| FC Spartak Trnava               | Slowakei    | Spartacus             | Sklavenführer      | 1953 wurde er von ZTJ Kovosmalt Trnava in Spartak Trnava umbenannt, nachdem Sklavenführer Spartacus. |
| Andere Vereine mit „Spartak“    | Sowjetunion | Spartacus             | Sklavenführer      | Benannt nach dem Sklavenführer Spartacus |
| EFC PW 1885                     | Niederlande | Wilhelmina            | Königin            | Benannt nach der niederländischen Königin Wilhelmina, da der Verein, mit dem sich der EFC später fusionierte, an ihrem Geburtstag gegründet wurde.                                                                                        |
| Wilhelmina ‘26                  | Niederlande | Wilhelmina            | Königin            | Benannt nach der niederländischen Königin Wilhelmina von Oranien-Nassau. |
| Andere Vereine mit „Wilhelmina“ | Niederlande | Wilhelmina            | Königin            | RKVV Wilhelmina, WV-HEDW, Wilhelmina ‘08, v.v Wilhelmina Boys… |
| Roda JC Kerkrade                | Niederlande | Juliana               | Königin            | Roda JC Kerkrade – Sport Vereiniging Roda Juliana Combinatie in Kerkrade wurde benannt nach der Königin der Niederlande von 1948 bis 1980.                                                                                                |
| Andere Vereine mit „Juliana“    | Niederlande | Juliana               | Königin            | OCJ Rosmalen, AJC ‘96 Losser, Juliana ‘31, RKSV Juliana Mill… |

## Verliehene Vereinsnamen
Vereinsnamen, die durch reale Persönlichkeiten (z. B. Könige) verliehen oder inspiriert wurden, wobei nicht der Name der Person selbst, sondern Titel, Ränge oder Begriffe (wie 'Royal', 'Real' etc.), die oft mit solchen Persönlichkeiten assoziiert werden, in den Vereinsnamen eingeflossen sind. Da sich solche Namen im Laufe der Zeit zu generischen Vereinsbezeichnungen entwickelt haben, werden hier ausschließlich Namen mit einem nachweisbaren historischen Hintergrund berücksichtigt.
| Verein                      | Land      | Person                   | Beruf     | Geschichte |
| --------------------------- | --------- | ------------------------ | --------- | --- |
| Real Madrid                 | Spanien   | Alfons XIII.             | König     | Der Madrid FC erhielt durch einen Erlass am 29. Juni 1920 von König Alfonso XIII den Vereinszusatz Real, der für königlich steht. Gleichzeitig wurde die königliche Krone in das Vereinswappen integriert. |
| Real Sociedad San Sebastián | Spanien   | Alfons XIII.             | König     | Der Titel Real (königlich) wurde dem Fußballverein am 11. Februar 1910 von Alfonso XIII. verliehen, da sich damals die Sommerresidenz des spanischen Königs in San Sebastián befand. |
| Andere Vereine mit „Real“   | Spanien   | Alfons XIII.             | König     | Der Titel Real (königlich), der ursprünglich vom spanischen König Alfons XIII. verliehen wurde, hat sich im Laufe der Zeit zu einem generischen Namenszusatz für Fußballvereine entwickelt. |
| DPMM FC                     | Brunei    | Prinz Al-Muhtadee Billah | Kronprinz | Brunei Duli Pengiran Muda Mahkota Football Club gehört dem Kronprinzen von Brunei, Prinz Al-Muhtadee Billah, der auch nach diesen benannt wurde. |
| AmaZulu Durban              | Südafrika | Solomon ka Dinuzulu      | König     | Der Klub gründete sich Anfang der 1930er Jahre unter dem Namen Zulu Royal Conquerors. Nach einem Spiel vor den Augen des damaligen Zulu-Königs Solomon entschied dieser, den Klub in Zulu Royals umzubenennen. Es dauerte jedoch bis in die 1970er Jahre, ehe der Klub unter dem Namen Zulu Royals United offiziell registriert wurde. Heute heißt der Verein AmaZulu Durban. |